# Audubon (Minnesota)
Audubon – miasto w Stanach Zjednoczonych, w stanie Minnesota, w hrabstwie Becker.